# Глинище (заповідне урочище)
Гли́нище — заповідне урочище в Україні. Розташоване в межах Глибоцького району Чернівецької області, на схід від села Турятка. 
Площа 30 га. Статус присвоєно згідно з рішенням облвиконкому від30.05.1979 року № 198. Перебуває у віданні ДП «Чернівецький лісгосп» (Турятське лісництво, кв. 10, вид. 1; кв. 15, вид. 1). 
Статус присвоєно для збереження частини лісового масиву з цінними буковими насадженнями віком 100—120 років.